# Automatic for the People
Automatic for the People är ett musikalbum av det amerikanska alternativa rockbandet R.E.M., utgivet 1992. Den skiljer sig från tidigare album då den har en inriktning mot folkrock.
R.E.M. följde med albumet upp succén med föregångaren Out of Time från 1991. Det blev etta på albumlistan i Storbritannien och tvåa i USA. "Drive", "Everybody Hurts" och "Man on the Moon" blev de största hitarna från albumet, även "The Sidewinder Sleeps Tonite", "Nightswimming" och "Find the River" släpptes som singlar.
Samtidigt som man fann Kurt Cobain död 1994, spelades denna skiva på stereon. 

## Låtlista
Samtliga låtar skrivna av Bill Berry, Peter Buck, Mike Mills och Michael Stipe.
1. "Drive" - 4:30
2. "Try Not to Breathe" - 3:49
3. "The Sidewinder Sleeps Tonite" - 4:06
4. "Everybody Hurts" - 5:17
5. "New Orleans Instrumental No. 1" - 2:12
6. "Sweetness Follows" - 4:19
7. "Monty Got a Raw Deal" - 3:16
8. "Ignoreland" - 4:24
9. "Star Me Kitten" - 3:15
10. "Man on the Moon" - 5:12
11. "Nightswimming" - 4:16
12. "Find the River" - 3:49